# Syzygium bourdillonii
Syzygium bourdillonii är en myrtenväxtart som först beskrevs av James Sykes Gamble, och fick sitt nu gällande namn av N.C. Rathakrishnan och N.Chandrasekharan Nair. Syzygium bourdillonii ingår i släktet Syzygium och familjen myrtenväxter. IUCN kategoriserar arten globalt som starkt hotad. Inga underarter finns listade i Catalogue of Life.